# James Duesenberry
James Stemble Duesenberry (18 de julio de 1918 - 5 de octubre de 2009) fue un economista estadounidense. Realizó una importante contribución al análisis keynesiano del ingreso y el empleo con su tesis doctoral de 1949 Ingreso, ahorro y la teoría del comportamiento del consumidor. El economista  Kenneth Arrow consideraba que este trabajo había ofrecido «una de las contribuciones más importantes de la posguerra a nuestra comprensión del comportamiento económico». Su teoría, sin embargo, desapareció más tarde de los libros de texto, a pesar de que superaba las teorías alternativas que la desplazaron en los 50.
Duesenberry estudió en a la Universidad de Míchigan, donde obtuvo su Bachelor of Arts en 1939, Master of Arts en 1941 y su doctorado en Economía en 1948. Ejerció como profesor de economía en la Universidad de Harvard desde 1955 hasta 1989.